# Bromito
Los bromitos son las sales del ácido bromoso (HBrO2). La fórmula química del ion bromito es  BrO2-.

## Obtención
Los bromitos se obtienen por oxidación de los hipobromitos con hipocloritos en medio básico o alcalino como en la reacción:
HBrO- + HClO- → BrO2- + Cl-.
El bromito de litio se obtiene en la reacción de comproporción entre bromuro de litio y bromato de litio según:
LiBr + 2 LiBrO3 → 3 LiBrO2.
También se obtienen por oxidación anódica de los bromuros con un rendimiento de la corriente muy bajo. Se aíslan como sal de tetraalquilamonio, insoluble en agua.
Varios bromitos son estables y han sido aislados. Por ejemplo, el bromito de sodio trihidratado, NaBrO2· 3H2O y el bromito de bario monohidratado, Ba(BrO2)2·H2O.

## Propiedades
Los bromitos, tanto en forma de cristales como en disolución acuosa, son de color amarillo a naranja. En solución ácida, se descomponen en bromo y bromatos:
5 NaBrO2 + 2 HCl → 3 NaBrO3 + 2 NaCl + H2O + Br2.
Por lo tanto, el ácido bromoso HBrO2 es inestable, y se descompone si lo queremos obtener a partir de sus sales.
El bromito de sodio fue utilizado como agente de curtido (por su poder de oxidación) en la industria textil.